# Casino (film)
 For alternative betydninger, se Casino (flertydig). (Se også artikler, som begynder med Casino)
Casino er en amerikansk gangsterfilm fra 1995 instrueret og skrevet af Martin Scorsese.
Filmen er baseret på bogen af samme navn af Nicholas Pileggi, der også skrev manuskriptet sammen med Scorsese. Handlingen fortæller historien om mafiaen, der sætter gambleren Sam "Ace" Rothstein (Robert De Niro) til at bestyre et kasino i Las Vegas. Med på rollelisten er bl.a. Joe Pesci, Frank Vincent og Sharon Stone, der blev nomineret til en Oscar for bedste kvindelige birolle. Martin Scorsese blev nomineret til en Golden Globe Award for bedste instruktør.

## Medvirkende
- Robert De Niro som Sam "Ace" Rothstein
- Sharon Stone som Ginger McKenna
- Joe Pesci som Nicky Santoro
- James Woods som Lester Diamond
- Don Rickles som Billy Sherbert
- Alan King som Andy Stone
- Kevin Pollak som Phillip Green
- L. Q. Jones som Pat Webb
- Dick Smothers som Senator Harrison Roberts
- Frank Vincent assom Frank Marino
- John Bloom som Don Ward
- Pasquale Cajano som Remo Gaggi
- Melissa Prophet som Jennifer Santoro
- Bill Allison som John Nance
- Vinny Vella som Artie Piscano
- Oscar Goodman som sig selv
- Catherine Scorsese som Piscanos mor
- Philip Suriano som Dominick Santoro
- Erika Von Tagen som ældre Amy
- Richard Riehle som Charlie Clark
- Frankie Avalon som sig selv
- Steve Allen som sig selv
- Jayne Meadows som sig selv
- Jerry Vale som sig selv
- Gene Ruffini som Vinny Forlano
- Joseph Rigano som Vincent Borelli
- Paul Herman som Gambler telefonboks

## Ekstern henvisning
- Casino på Internet Movie Database (engelsk)
- Casino på Filmdatabasen
- Casino på Scope
- Casino i Svensk Filmdatabas (svensk)
- Casino i Svensk mediedatabas (svensk)
- Casino på AlloCiné (fransk)
- Casino på MovieMeter (nederlandsk)
- Casino på AllMovie (engelsk)
- Casino hos American Film Institute (engelsk)
- Casinos profil hos Encyclopædia Britannica Online (engelsk)